# Aeropuerto Internacional de Resistencia
El Aeropuerto Internacional de Resistencia (FAA: SIS – IATA: RES – OACI: SARE) está ubicado al oeste de la ciudad de Resistencia, capital de la provincia del Chaco, Argentina.
Este aeropuerto es propiedad del Estado provincial, pero su explotación está en manos de Aeropuertos Argentina 2000. En él se ubica la sede de la Región Aérea Noroeste de la Administración Nacional de Aviación Civil, así como de la Fuerza Aérea Argentina.
En este aeropuerto se hallan la Base Aérea Militar Resistencia de la Fuerza Aérea Argentina y la Sección de Aviación de Ejército 3 del Ejército Argentino.

## Historia

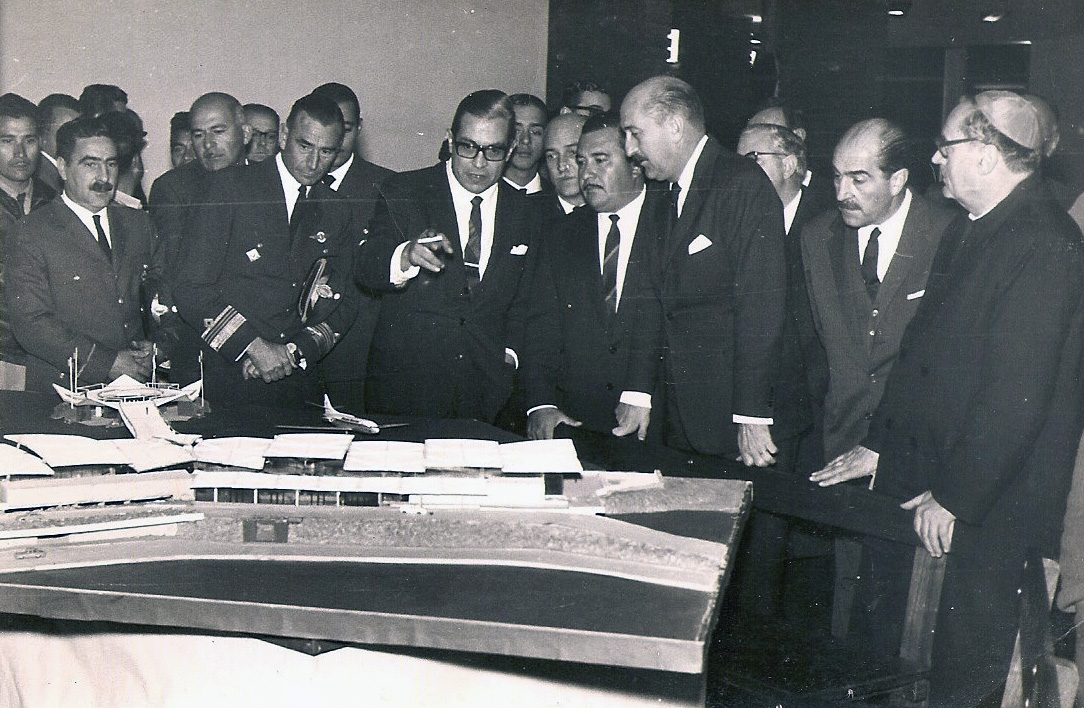

En 1959, el gobierno del Chaco encargó el estudio de un proyecto para un aeropuerto. La obra tenía un plazo de ejecución de 3 años y sería financiada por la provincia del Chaco, pero por diferentes cuestiones burocráticas y políticas, el inicio se retrasó hasta marzo de 1962.

La obra de la terminal, a cargo de la empresa Durnbek, se inauguró oficialmente el 14 de abril de 1972, mientras que el sector operativo y torre de control se inauguraron el 23 de abril de 1971.[cita requerida] Las nuevas instalaciones situadas al sudoeste de la ciudad sustituyeron al viejo aeropuerto localizado entre las avenidas Castelli y Las Heras, frente a la actual Universidad Nacional del Nordeste, el cual ya estaba siendo rodeado por la trama urbana.
En 2012 se ejecutó la pavimentación de la calle de rodaje y playón de Hangar. También se repavimentó el acceso a la Escuela de Educación Técnica Aeronáutica N° 32 que funciona en las mismas instalaciones, inauguradas por Capitanich.

## La terminal
El edificio de 6.700 m2 tiene un diseño estructural por paraboloides hiperbólicos (superficies curvas) que posee un número reducido de columnas y amplias superficies vidriadas, lo que permite una fácil localización de los servicios.

Posee dos niveles principales. Uno inferior, donde están instaladas las distintas líneas aéreas, el sector operativo, los servicios aeronáuticos de plan de vuelo y meteorología, recepción de encomiendas y despacho de equipajes.

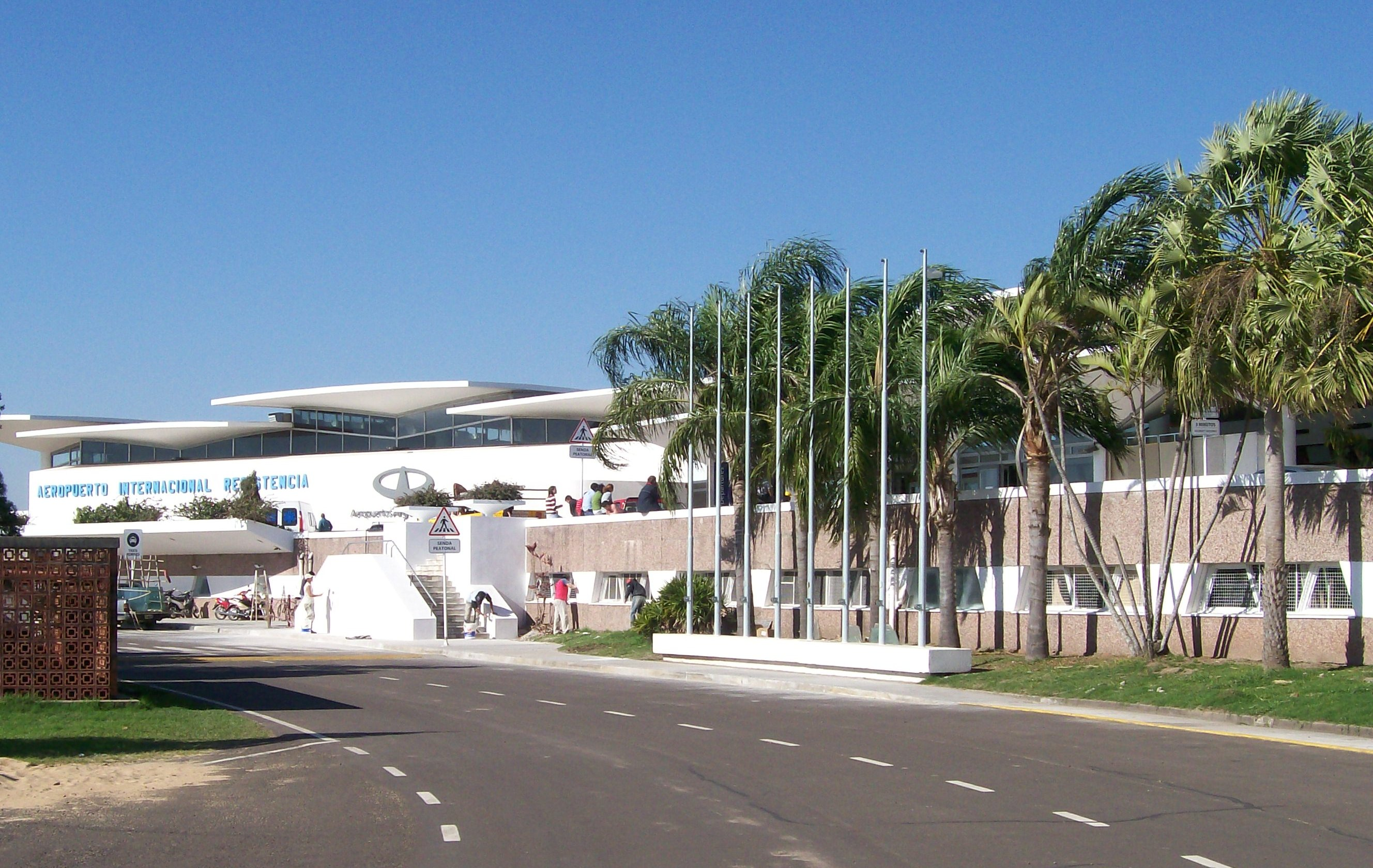
Acceso a la terminal del Aeropuerto.

En el nivel superior se produce el ingreso y regreso de pasajeros. En el hall se encuentran los 8 mostradores de check in y las oficinas de despacho de tráfico. Los equipajes a embarcarse son transportados desde los mostradores al sector de servicio inferior mediante cintas transportadoras automáticas.
A la confitería-restaurante se llega desde el hall central por medio de dos escaleras, tiene capacidad para 200 personas. La cubierta de la cocina, office y bar, determinan un entrepiso que ha sido empleado como boite, y que también suele alquilarse para la realización de eventos sociales como casamientos o fiestas de fin de año.

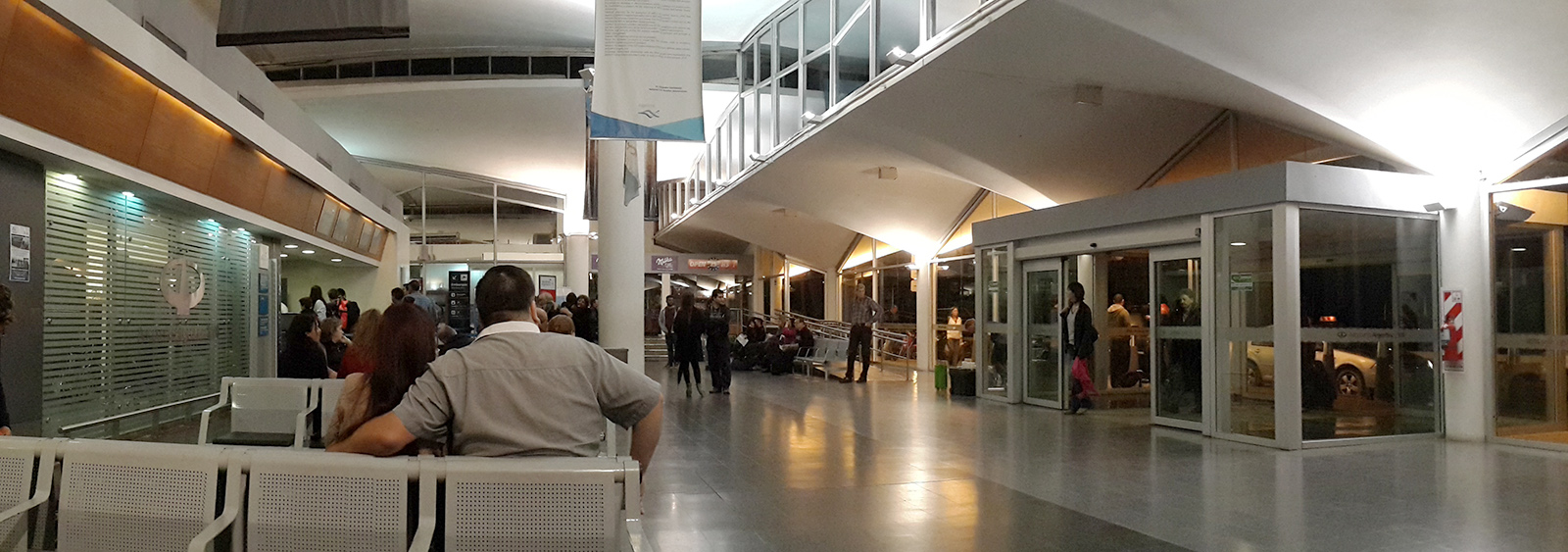
Hall de check in del Aeropuerto Internacional Resistencia

Su diseño original contaba con grandes terrazas hacia la plataforma, las cuales fueron clausuradas en 2001.
Los baños se encuentran frente al sector de preembarque y también en la confitería.
En el sector de recogida de equipajes, en el lado este de la terminal, se encuentran los mostradores de las agencias de alquiler de coches, así como un centro de información turística. Frente a las puertas de embarque, se encuentra la enfermería.
La mayor de las particularidades de la terminal fue el satélite unido a la terminal a través de un muelle de 150 metros de longitud, en el cual tuvo lugar el tránsito de pasajeros a través de 6 puertas de embarque. Durante la refacción y modernización que se hizo en el año 2008, la mayor parte de esta infraestructura fue demolida.

## Información general

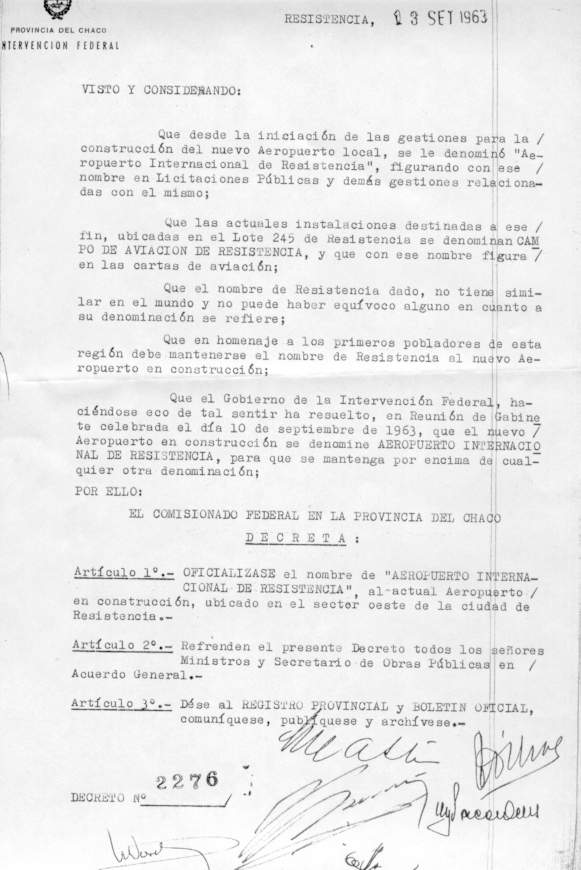
Decreto 2276/63 en el que se declara como nombre oficial: «Aeropuerto Internacional de Resistencia».

Usualmente se le llama Aeropuerto Internacional José de San Martín. Probablemente, porque en la ruta de acceso se encuentra el monumento al General José de San Martín. Sin embargo, dicha denominación es errónea, porque el nombre oficial es "Aeropuerto Internacional de Resistencia" según el decreto 2276/1963, dictado el 13 de septiembre de 1963 y publicado el 18 de septiembre en el boletín 1860 (decreto 2276/63).
Propietario: Gobierno de la Provincia del Chaco
Operador: Aeropuertos Argentina 2000 (desde 1999)
Administrador: Miguel Veliz
Dirección: Ruta Nacional 11 Km 1003,5 H3500 Resistencia, Argentina
Teléfono informes: (54 362) 444-6009 / 6074
Teléfono sala AIS: (54 362) 443-6278
Habilitación: Internacional Primera
Categoría OACI: 4E
Pistas: 1: 03/21 2770 x 45 m asfalto
Plataforma: 3,5 ha
Área: 1074 ha
Aerostación: 6700 m²
Ciudades que sirve: Gran Resistencia

### Medios de transporte desde y hacia el aeropuerto
Rutas de acceso: RN 11
Taxi: Radio-Taxi
Remises: NO. (no pueden pagar el canon que se les exige)
Distancia al centro de la ciudad: 5 km
Servicios de Telefonía:
Teléfonos públicos: Sí
Cabinas en locutorios: No
Internet: Sí

### Estacionamiento
Total posiciones de estacionamiento: 100
Cocheras cubiertas: 50
Posiciones para discapacitados: 2
Posiciones para embarazadas: -

## Aerolíneas y Destinos

### Destinos nacionales
| Destinos Regulares | Nombre del Aeropuerto                                 | Aerolíneas                                 | Avión             | Frecuencias Semanales |
| ------------------ | ----------------------------------------------------- | ------------------------------------------ | ----------------- | --------------------- |
| Argentina          |                                                       |                                            |                   |                       |
| Buenos Aires       | Aeroparque Jorge Newbery                              | Aerolíneas Argentinas / JetSMART Argentina | E190, B738 / A320 | 37                    |
| Córdoba            | Aeropuerto Internacional Ingeniero Ambrosio Taravella | Aerolíneas Argentinas                      | E190              | 2                     |

### Aerolíneas y rutas que dejaron de operar

#### Aerolíneas Operativas
- Aerolíneas Argentinas (Asunción, Formosa, Posadas, Salta).

#### Aerolíneas Extintas
- Aerochaco (Córdoba, Buenos Aires, P. R. Sáenz Peña, Sunchales, Posadas, Rosario, S. M. de Tucumán, La Rioja). Entre 2008 y 2013.
- ALTA (Formosa, Asunción, Posadas, Puerto Iguazú, Reconquista, Paso de los Libres, Catamarca, San Juan, Salta, Tucumán, Córdoba, Rosario, Mendoza, La Serena-Chile). Entre 1996 y 1999.
- Austral Líneas Aéreas (Aeroparque, Córdoba)
- CATA (Aeroparque).
- Dinar Líneas Aéreas (Buenos Aires, Florianópolis). Entre 1996 y 2001. Sólo vuelos chárters de temporada.
- LAPA (Aeroparque Jorge Newbery, Formosa y Posadas). Entre 1995 y 2002
- SASA - Sudamericana de Aviación (Salta). En 1997.
- Southern Winds (Aeroparque Jorge Newbery, Córdoba, Santa Fe). Entre 1997 y 2005.

## Estadísticas
| Ranking | Ciudad                               | Pasajeros (2017) | Pasajeros (2018) | Pasajeros (2019) | Variación | Aerolíneas                                   |
| ------- | ------------------------------------ | ---------------- | ---------------- | ---------------- | --------- | -------------------------------------------- |
| 1       | Buenos Aires (Aeroparque), Argentina | 273.444          | 253.720          | 241.295          | -4,90     | Aerolíneas Argentinas, Austral Líneas Aéreas |
| 2       | Córdoba, Argentina                   | 33.038           | 37.821           | 33.953           | -10,23    | Austral Líneas Aéreas                        |

## Actualidad del aeropuerto
Al mes de septiembre de 2016 el aeropuerto sólo recibe operaciones comerciales regulares de Aerolíneas Argentinas, con una frecuencia de tres vuelos diarios que lo conectan con el Aeroparque Jorge Newbery de la ciudad de Buenos Aires, además de tres vuelos semanales (lunes, miércoles y viernes) hacia las ciudades de Córdoba y San Luis. Dependiendo de la época del año y de la demanda, los vuelos hacia Buenos Aires son operados en aeronaves Boeing 737-800, Boeing 737-700 o Embraer 190 (este último de Austral Líneas Aéreas, mientras que el vuelo hacia Córdoba y San Luis es operado en aeronaves Embraer 190.
Tras la retirada de LAPA y Southern Winds a principios de la década del 2000, el aeropuerto de Resistencia sobrevivió con apenas un vuelo diario de Aerolíneas Argentinas (con excepción del período 2009-2013 en el que también operó basada allí la aerolínea estatal Aerochaco).
En julio de 2008 se inauguraron obras de remodelación, con la asistencia de la Presidenta de la Nación, Cristina Fernández de Kirchner. El aeropuerto fue dotado de aire acondicionado integral en toda su superficie cubierta. Además, se eliminó una parte del muelle de embarque, permitiendo atender hasta cinco aeronaves de mediano porte simultáneamente desde un solo lado de la plataforma. Repintado en su totalidad, con nueva sección VIP, de preembarque y nueva cinta transportadora para equipajes, el Aeropuerto inició en septiembre de 2008 la repavimentación de la pista para permitir el aterrizaje de naves de gran porte con mayor seguridad (ya que el aeropuerto desde sus inicios ha sido capaz de recibir a aeronaves como el Boeing 747).
En el año 2015, la ruta Aeroparque Jorge Newbery - Resistencia fue la más rentable del grupo Aerolíneas Argentinas, en dicho año el servicio arrojó un superávit de U$S 8,2 Millones.

## Tipos de aeronaves que operan vuelos regulares (abril 2016)

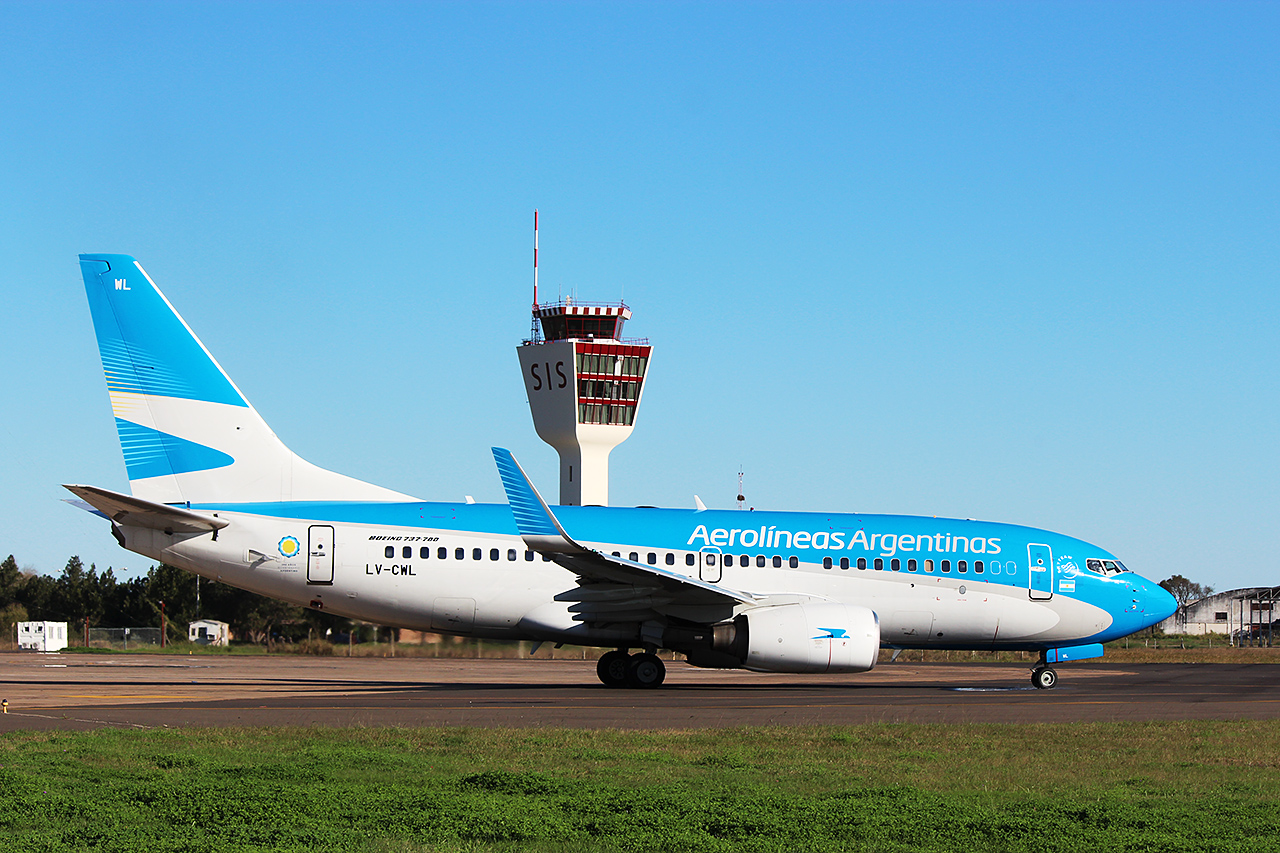
Boeing 737-700 de Aerolíneas Argentinas.
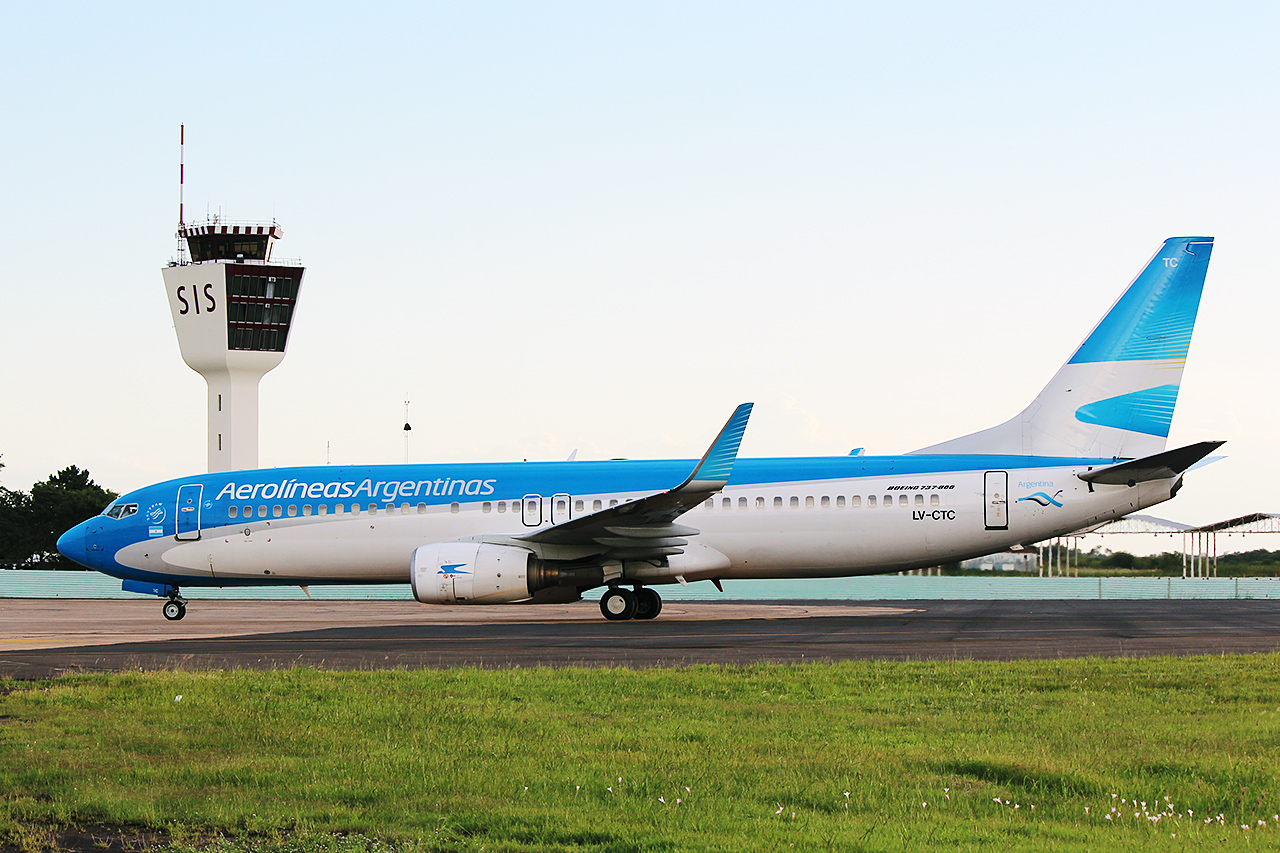
Boeing 737-800 de Aerolíneas Argentinas.
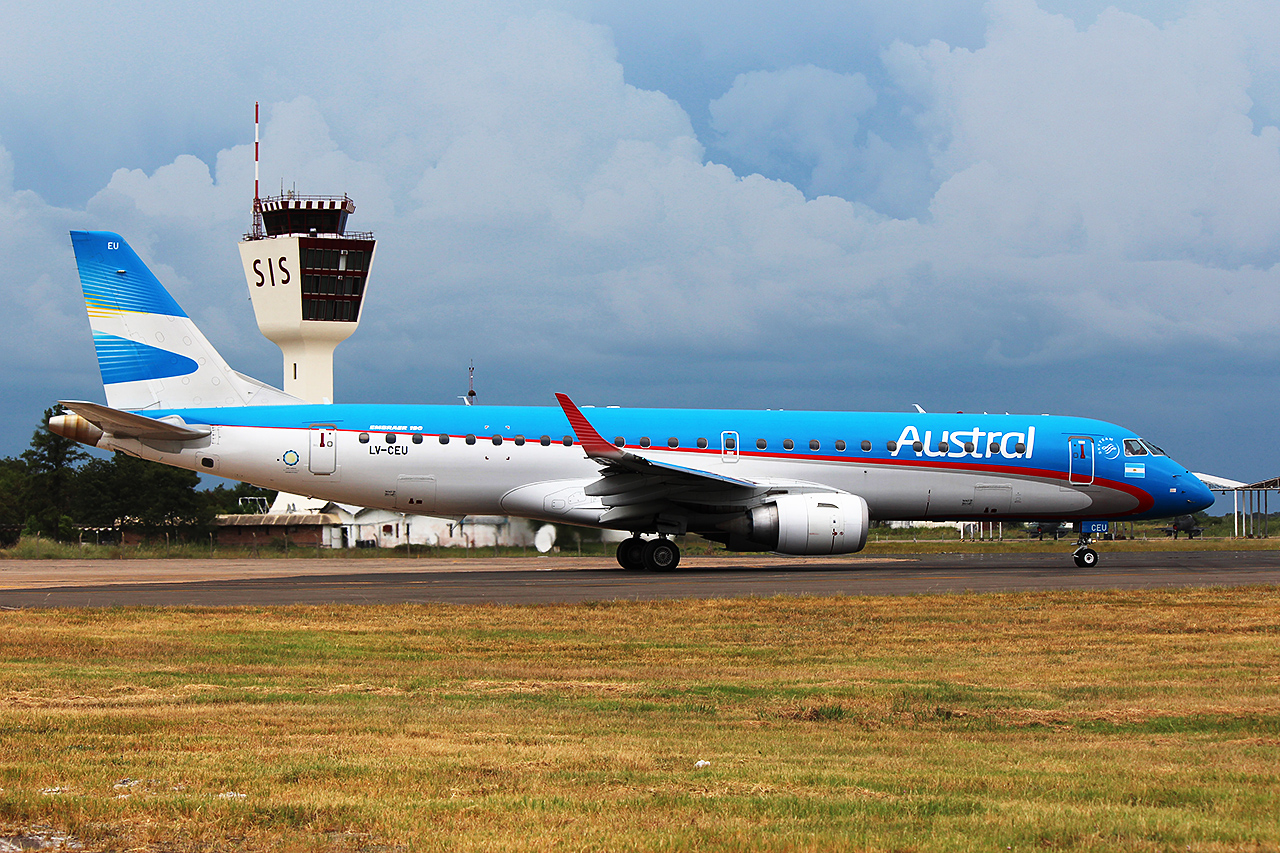
Embraer ERJ 190 de Austral.